# Vijayabahu IV
Vijabahu IV fou rei de Dambadeniya des de vers 1267 o 1268 fins a 1270. Era el fill gran i successor de Parakramabahu II que li va cedir el poder en vida si bé fou rei fins a la seva mort aproximadament un any o dos després.
Vijayabahu va nomenar al seu cosí Vira Bahu com a adigar (primer ministre); al seu germà Tilokamalla el va fer comandant de l'exèrcit a la frontera sud; al seu germà Bhuvenaka Bahu el va fer comandant de l'exèrcit a la frontera nord i als altres germans Parakramabahu i Jaya Bahu els va designar com assistents del seu vell pare i rei a la capital Dambadeniya, mentre ell i el seu cosí Vira recorrien el país. El primer lloc on va estar fou la fortalesa rocosa de Vatagiri (Vagiri-gala). Aquñi va enterrar les joies i tresors que li havia donat el seu pare i hi va construir un palau que va fortificar amb una muralla; després va visitar el Pic d'Adam on va adorar la sagrada petjada de Buda i va arribar a Gampola (Ganga-siri-pura), on va restaurar l'antic temple de Niyangampaya. Després va visitar la ciutat de Hatthigiri (Kurunegala), on al Maha Vihara construït per Bhuvenaka Bahu (el seu oncle patern, ja difunt) va construir una casa d'imatges de tres plantes en la qual va posar una imatge de Buda i una del seu oncle.
Després va anar a una ciutat de nom Subhagiri, on va rebre notícies d'una invasió de l'illa per un exèrcit javanès (probablement un pirata de Tambralinga) dirigit per Chandabhanu o Chandalihanu (Raig de Lluna), que ja havia fet un anterior intent de conquerir l'illa; Chandabhanu va desembarcar aquesta vegada al nord i va derrotar en diverses batalles als singalesos que vigilaven la frontera, enviant un ultimàtum a Vijayabahu, que era a Subha-pabbata (Yapahuwa), en que el comminava a entregar el Dent Sagrat i el Bol d'Almoines i si no se li cedien, conqueriria l'illa. Vijayabahu i Vira Bahu van decidir fer front a l'amenaça i van reunir un gran exèrcit amb el qual van enfrontar a Chandabhanu i el van derrotar obligant-lo a fugir deixant l'armament i molts morts al camp de batalla. Les seves esposes, elefants, cavalls, armament i tresor i fins i tot el para-sol reial, el tambor reial i la bandera reial, foren capturades i enviades al seu pare el rei emèrit.
Vijayabahu va restaurar Anuradhapura que havia quedat coberta per la jungla i fou aclarida de vegetació. Va reparar també alguns edificis com la dagoba Ruwanwelisaya. Allí el van anar a trobar els prínceps vannis i van reconèixer la seva sobirania. Vijayabahu els va donar para-sols blancs, ventrades (andoli), espantamosques i emblemes dels prínceps de Maha Vanni, i es va assegurar la seva lleialtat.
Vijayabahu va anar llavors a la ciutat reial de Polonnaruwa que estava també en estat de ruïnes i va convocar al poble a les restauracions, principalment dels tancs d'aigua, dics, rescloses etc. Va restaurar els camps per produir gra; només després va començar a restaurar la ciutat i la va rodejar amb un fossar de gran amplada i una muralla circular; va construir també jardins, estanys, altars, edificis, palaus, mansions, sales, temples, torres, cases, carrers, portes, places i patis.
Pandita Parakrama Bahu es va fer coronar a Polonnaruwa però ja a la part final del seu regnat. Va portar allí en processó les grans relíquies de Jambudoni (Dambadeniya) a Polonnnaruwa, on es van situar al gran tron. Les festes de coronació van durar tres mesos. Parakrama Bahu va morir poc després i el seu fill Vijayabahu IV, que ja tenia el poder reial, el va succeir com a rei de ple dret.
Vijaya Bahu IV va regnar dos anys amb seu a Jambudoni (Dambadeniya). Al cap de dos anys fou assassinat per un servidor que havia estat pagat per un dels generals anomenat Mitta, que aspirava a la corona i per uns dies va ocupar el poder fins que fou assassinat sent llavors proclamat Bhuvenaka Bahu I.